# Lista de episódios de The City
Lista de episódios do reality show The City. Estrelado pela estilista Whitney Port e a socialite Olivia Palermo.

## 1ª Temporada (23 episódios)
Episódios transmitidos de 29 de dezembro de 2008 a 1 de Dezembro de 2009.
1ª Parte:
- If She Can Make It Here...
- The Truth Will Reveal Itself
- The L Word
- Good Things Come in Threes
- Boys Night Out
- He Never Said He Had a Girlfriend
- The Truth Hurts
- Mingling with the Commoners
- Unexpected Roommates
- The Past Catches Up
- Fool Me Twice, Shame on Me
- I'm Sorry, Whit
- I Lost Myself in Us

2ª Parte:
- Sleeping with the Frenemy
- Working Girls
- It's All Who You Know gggfuck
- Meet the Fackelmayers
- Hit It and Quit It
- Weekend at Freddie's
- Friends and Foe-Workers
- Forget About Boys
- If You Want Something Done Right...
- Everything on the Line

## 2ª Temporada (12 episódios)
Episódios transmitidos de 27 de Abril a 13 de Julho de 2010.
- Show Em' What You Got
- Friends In High Places
- Professionally Dangerous
- Queen of Diamonds
- The Belle of Elle
- Fashion with a Capital F
- The British Are Coming
- Work Horses and Show Ponies
- One Girl's Trash...
- Stage Fight
- Roommate Wanted
- Lost In Translation

## Ligações Externas
- Guia com todos episódios e temporadas de The City
- The City Site Oficial